# Església de Sant Jaume (Barcelona)
|  | No s'ha de confondre amb Parròquia de Sant Jaume (Barcelona). |

L'església de Sant Jaume era un temple de Barcelona, actualment desaparegut.
Hi ha referències de l'antic temple als anys 985 i 1021, i el 1057 ja consta com a parròquia. El 1146 hi ha constància d'una nova consagració. La tradició afirmava que havia estat fundada pel mateix Sant Jaume, ja que s'aixecava al lloc on ell havia estat predicant. Se situava a la plaça de Sant Jaume, a tocar de la Casa de la Ciutat. L'absis era on avui hi ha l'ala esquerra de la façana nova.
L'últim temple era una església gòtica d'una nau, amb un porxo de cinc arcs (semblant al conservat de Sant Antoni Abat) que s'obrien a la plaça, i dos que s'obrien al carrer de la Ciutat. Havia estat renovat el 1388, i alguns dels capitells se'n van salvar i avui, al MNAC, pot veure's una reconstrucció de part del porxo, que va ser el lloc de reunió del Consell de Cent fins que no se'n va construir una seu estable i, després, en algunes ocasions especials.
Les voltes de l'església i el porxo tenien pintures de Francesc Tramulles, amb una representació de la batalla de Clavijo. La façana estava coronada per una barana calada, amb gàrgoles. El campanar se situava al costat de la nau, prop de l'absis.
No queda gairebé res del seu mobiliari. El retaule renaixentista, amb escultures de Martín Díaz de Liatzasolo i policromia de Pere Nunyes i Enric Fernandes (1536-1546), va ser reemplaçat al segle XVIII per un de Nicolau Travé, del qual se'n conserva la traça, dibuixos i alguna fotografia. Tenia sòcol, columnes, arquitrau i un cos alt amb una fornícula, i tres imatges principals amb Sant Jaume, Sant Pere i Sant Pau.
El 1823 va ser enderrocada per tal d'ampliar l'actual plaça de Sant Jaume. La parròquia va ser traslladada a l'església de Santa Mònica, juntament amb el retaule. El 1835, la parròquia es va tornar a traslladar a l'antiga església de la Trinitat. Llavors, el retaule va ser venut a l'església parroquial de Cardedeu, on va ser-hi fins que el 1936 va ser cremat als esvalots de l'inici de la Guerra Civil espanyola. Només en resta un fragment amb els sants Esteve i Caterina, avui al Museu Diocesà de Barcelona.